# كارفورسا
كارفورسا (بالتركية: CarrefourSA)‏ هي سلسة سوبر ماركت مقرها إسطنبول، تركيا تأسست في عام 1991 بالشراكة مع سابانجي القابضة وكارفور. تم افتتاح أول متجر لها في منطقة إيشرين كوي بإسطنبول في 22 نوفمبر 1993، تحت اسم كارفور وكان هذا المتجر أيضًا أول سوبر ماركت في تركيا. بدأ استخدام اسم كارفورسا (CarrefourSA) في عام 1996.